# Kevin Barron

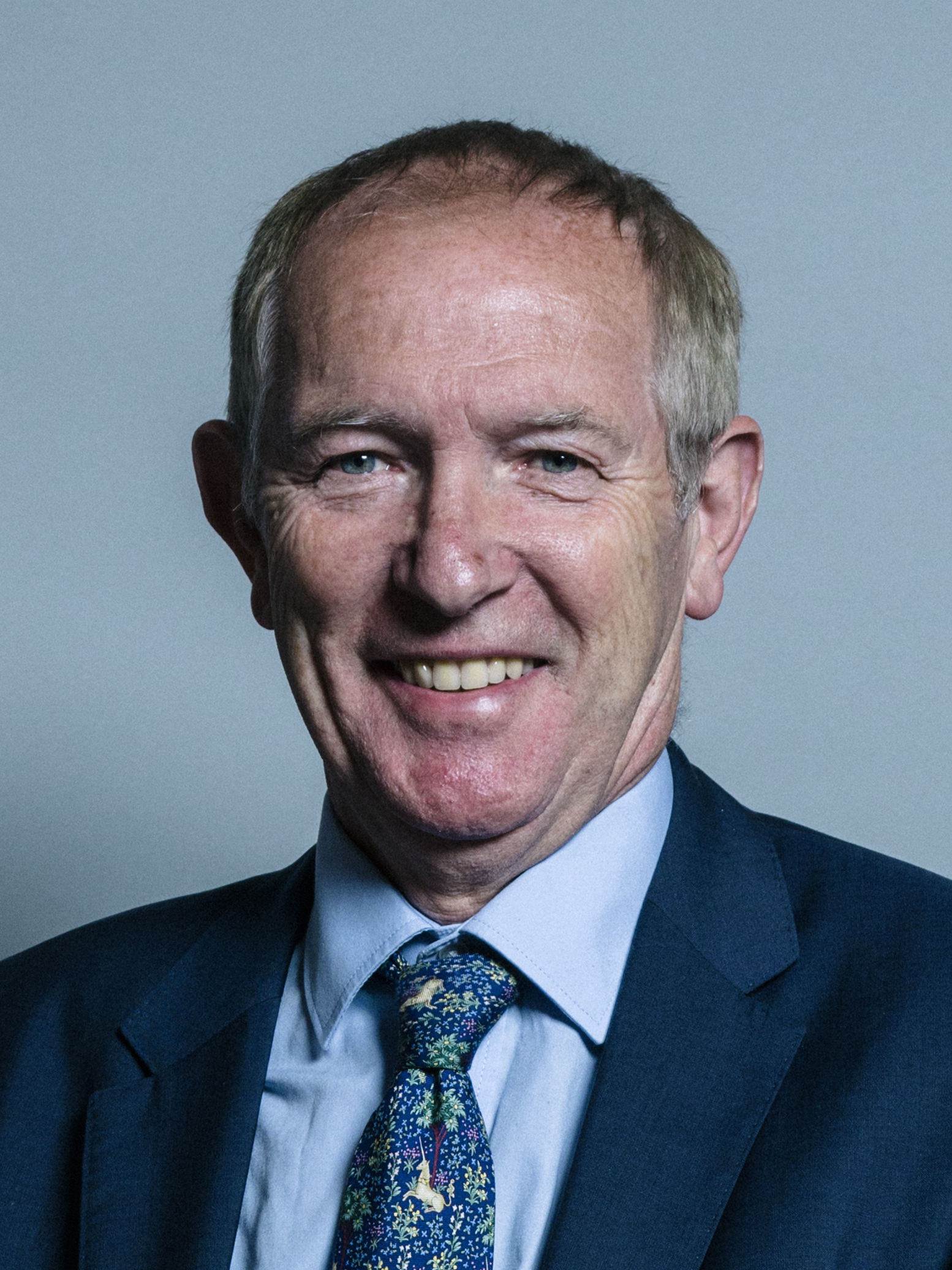
Kevin Barron (Juni 2017)

Sir Kevin Barron (* 26. Oktober 1946 in Tadcaster) ist ein britischer Politiker. Er gehört der Labour Party an und vertritt im House of Commons seit den Britischen Unterhauswahlen 1983 den Wahlbezirk Rother Valley der Grafschaft South Yorkshire.

## Biographie
Barron war nach seiner Schulausbildung als Bergmann tätig und war Mitglied der National Union of Mineworkers. 1985 wurde er parlamentarischer Sekretär des damaligen Vorsitzenden der Labour Party, Neil Kinnock. In der Zeit danach war Barron als Sprecher seiner Partei für Energie und Klimawandel (1988–1993), Arbeit und Pensionen (1993–1995) und Gesundheit (1995–1998) tätig.
Barron stellte sich gegen den EU-Austritt des Vereinigten Königreichs, votierte jedoch für Theresa Mays Deal dreimal entgegen der Labour-Parteilinie.
Barron unterstützte Owen Smith bei dessen erfolglosem Versuch den Vorsitz der Labour Party zu übernehmen und setzt sich für den Nichtraucherschutz ein.
Seine politische Interessen gibt die Website des Unterhauses mit Energie, Umwelt, Inneres, Gesundheit, Nachrichtendienste und Sicherheit, internationale Entwicklung und britischer Film an. Als die Gebiete für die Barron, sich besonders interessiert werden Bulgarien, Guyana und Tansania genannt.
Ende 2013 wurde er von Elisabeth II. in den Adelsstand erhoben.